# Shengli (köpinghuvudort i Kina, Hubei Sheng, lat 31,13, long 115,46)
Shengli (kinesiska: 胜利) är en köpinghuvudort i Kina. Den ligger i provinsen Hubei, i den centrala delen av landet, omkring 130 kilometer nordost om provinshuvudstaden Wuhan. Antalet invånare är 59 219. Befolkningen består av 27 508 kvinnor och 31 711 män. Barn under 15 år utgör 17,0 %, vuxna 15-64 år 75 %, och äldre över 65 år 7,0 %.
Runt Shengli är det tätbefolkat, med 276 invånare per kvadratkilometer. Shengli är det största samhället i trakten. I omgivningarna runt Shengli växer i huvudsak blandskog.
Genomsnittlig årsnederbörd är 1 748 millimeter. Den regnigaste månaden är juli, med i genomsnitt 318 mm nederbörd, och den torraste är januari, med 41 mm nederbörd.